# باسل مشهور
باسل مشهور (انگلیسی: Bassel Mashhour؛ زادهٔ ۳۰ سپتامبر ۱۹۸۲) بازیکن واترپلو اهل مصر بود.